# 两淮保卫战
两淮战役，又称两淮保卫战，为国民政府领导下的国军和中国共产党部队在第二次国共内战初期，为争夺当时江苏省北部两座重要的县城淮阴、淮安而展开的长达一月的战斗。结果国民政府获胜。

## 参战序列
- 國民革命軍参战序列：
  - 國民革命軍第七軍
  - 整编第26師
  - 整编第28師
  - 整编第69師
  - 整编第74師
  - 第一快速縱隊
- 新四軍参战序列：
  - 山东野战军
  - 华中野战军
    - 第九纵队，司令员兼政委张震，该纵编制归华中野战军，但自组建之日起即归山东野战军指挥
    - 第5旅與第13旅9月20日抵达战场时發現淮阴已被整編第74師攻下，撤離淮陰轉進淮安参与保衛戰至22日才全數往北撤退。

## 第一阶段

1946年，国军进攻华中解放区首府淮阴，这是参与淮阴保卫战的新四军在急行军

徐州绥靖公署部属自7月15日开始全面进攻华中解放区。
第五军负责进攻淮南解放区：
- 第45师为右翼由六合攻天长
- 第96师为左翼由来安攻盱眙
- 整编第74师第58旅为预备队
- 第七军第一七二师一个团由明光向盱眙方向策应

7月16日开始行动。7月17日晚，淮南军区在周骏鸣司令员和肖望东政委的指挥下，对由六合进占樊家集地区的国军实施反击，但由于战前准备不足，协同不好，未能得手。淮南军区部队被迫向后转移。新四军淮南军区只有8个团的兵力，分兵防御保卫地方，结果处在完全被动的地位，步步后退。7月26日第五军攻入天长。最后被迫在遭受重大损失后突然东渡大运河转移至苏北。留第六旅十六团配合第三军分区武装就地坚持游击战，主力于29日撤出淮南地区。29日第五军占领盱眙，达成作战任务。8月初，由湖南长沙东调之整编第26师进占淮南，第五军由淮南北调冀鲁豫战场。
第八绥靖区司令夏威指挥进攻淮北解放区：
- 南路第七军由固镇东攻灵壁、泗县、五河
- 中路整编第58师由宿县、蒙城北攻濉溪口
- 北路整编第69师由宿县北之夹沟东攻朝阳集

7月18日国军开始行动。陈毅指挥山东野战军（简称山野）七师、八师、新四军第二纵队、华野九纵共5万余人，于7月20日自鲁南越过陇海路，出击淮北。7月27日整69师在朝阳集遇袭，第92旅被歼。至7月底国军已先后进至预定进占地域。
陈毅判断“现华中全境，苏中敌势已颓，淮南、淮北敌势正旺”，因此“决心在淮北打一二好仗，即可改变局势”，并认为淮北的中央系军队部署密集，不易分割打击，而桂系军队部署相对分散，因此选择泗县的桂系第七军为打击目标。以山野八师和九纵攻击泗县，七师和二纵准备阻援，结果形成平分兵力的格局，致攻城主方向兵力不足。8月7日晚，担任主攻的八师发起攻击，并于8日晨攻入城内，但守城的第七军一七二师顽强抵抗，并借助优势火力反击，致八师伤亡严重，无力扩张战果。时值天降大雨，“因攻城兵力不足，火炮、辎重因雨水影响未及跟上，打援兵团又为河水所阻，无法投入攻城作战”，第七军第一七一师突破阻击线，逼近泗县。9日陈毅决定撤出攻击。泗县一战山野损失近3000人。

## 第二阶段
8月中旬，晋冀鲁豫野战军为配合苏北与山东作战，出击陇海路豫东段，直接威胁到徐州侧翼安全。国民政府将整编第74师和整编第26师的一个旅从淮南地区重新部署到淮北地区，到1946年8月中，国民政府已夺取包括朝阳集、庙山圩在内的地区。8月19日参谋总长陈诚在徐州召开军事会议，决定徐州绥署在第二期作战计划将作战重点置于以徐州为中心的陇海路东西两侧，以期改善徐州当面态势。徐西方面，以第五军和整编第11师为左右两翼，分由宿县和黄口向砀山、夏邑进击；徐东方面，陇海路南侧由第八绥区夏威、徐州绥靖公署副主任李延年向东穿过津浦铁路推进指挥整69师、整74师和第七军向宿迁进攻，陇海路北侧由第三绥区指挥整28师向碾庄进攻，整59师和整77师向鲁南台儿庄进攻。8月21日，国军开始向睢宁、宿迁、台儿庄推进。
8月26日，陈毅电报共产党指挥高层，报称麾下山东共军在苏北作战的三种选择：第一种，由山东的山野二纵、七师、八师攻打国军整编第28师；第二种，山东共军在泗阳和大运河东岸重整，休息一个月；第三种，山东所有共军南下与粟裕指挥的共军合兵。陈毅及其部下更喜欢第二种，这样他们可以随心所欲在北、南、西作战。8月29日，共产党高层回电报，称：国军已向东穿越陇海铁路，威胁到淮阴、临沂，所以共军不可能持续休整一个月；共军如不积极迎敌，将陷于不利。陈毅指挥的山东共军应该向东到睢宁与敌军作战，再短期休息，再重复上述过程，可保持士气高昂；9月是迎敌的好时机，刘伯承、邓小平率领的和李先念率领的共军都期待与你们合作迎战和拖住国军；如果没有战事，敌军会得到更多的土地，激发士气，而我们的士气会因而受损；所以，我们必须迎敌，一次歼敌一个团或一个旅，以挫其士气并激昂自己的士气，五六次后，情况就会变得对我们更有利。
泗县战后，陈毅指挥的山东野战军一直在泗阳休整。中共中央在8月29日电陈，要求“仿粟裕办法，集中主力歼敌一部”；因为“此时不打，敌占地愈多，威风愈大，我士气民气均将受损，故必须寻机作战，灭敌人威风，壮自己志气。”
至8月底，国军基本达成原定作战计划。9月初，国军整编69师和整编74师在宿迁和睢宁地区停止进军，第七军的两个师则在泗阳以北的洋河和凌河地区停止进军。
9月初，整编第七十四、二十八师沿运河向东进逼淮阴，同时以整编69师由宿迁向沭阳方向佯动，以迷惑、牵制山东野战军，使其误以为国军目标是山东军区首府临沂。

## 第三阶段
9月6日，徐州绥署发出第5号作命，实施第三期作战计划，重点是攻击两淮（淮阴与淮安），以求尽早结束苏北战事。南线第一绥区任务是巩固占领区；北线自淮北方面东向进攻，由徐州绥署副主任李延年统一指挥，以第七军由洋河向泗阳推进，并在占领泗阳后掩护整七十四师侧后安全；整七十四师正面攻击两淮；整二十八师进至洋河，作为预备队；整六十九师守备宿迁。
此时山东野战军正在泗阳以东休整待机，华中野战军则在海安以西休整，准备攻击海安。对于下一步的作战方向，山野和华野出现了明显的不同意见。9月4日，陈毅为自己的山东共军的下一步行动提供了三种选择：第一种，移师北面的沭阳，面对即将到来的国军整编74师和整编69师，确保和鲁南的联系，但这样将只有华中野战军第9纵队守淮阴，显然不够；第二种，攻洋河镇，与至少有2个师的新桂系国军作战，但这样不划算；第三种，等候，如果新桂系国军来攻，则会遇伏，如果不来，则陈毅指挥的山东共军将等候直至蒋介石军开始向东推进，他们再北上与蒋军作战。陈毅倾向于北移沭阳打击整六十九师或七十四师，而粟裕认为这将使两淮（淮阴与淮安）空虚，而一旦两淮失守，苏中势将处于被动，建议山野留在泗阳打击第七军。
9月5日至8日，粟裕等华中方面领导人连续致电陈毅并中共中央“请求山野必须在泗阳地区打几个仗以挫敌锐，否则两淮不保。如两淮失掉，不仅政治影响不佳，且直接影响南线作战甚大。”华中方面认为陈的方案“在实质上将使敌人迅速占领两淮及运河线，变成放弃华中而使山野主力被迫撤回山东”，如此则“华中局势变化，责任难负。”7日，陈毅亲自去淮安和华中分局书记兼华中军区政治委员邓子恢、华中军区司令员张鼎丞商谈，得出如下结论：共军急需几场胜利，在淮北取胜是可能的，9月和10月，淮北共军将尝试改善战局。同日，陈毅的山东野战军收到命令移师泗县、宿迁和沭阳，防御国军可能对沭阳、宿迁的进攻，或从洋河镇对淮阴的进攻。共军在8日开始重新部署。
粟裕和谭震林强烈反对陈毅新的军队部署，8日，他们又给陈毅及其同事发了两封电报，表达担忧。第一封是请求不要攻海安，这样共军有10天休息和重整，再移师泗阳，阻止新桂系国军，稳定华中战局。尽管事实上新桂系国军并未如共产党所料参战。第二封是精确指出了陈毅被要求执行的计划其实是祸患，因为当共军部署在宿迁和沭阳时，其实是使国军容易夺取大运河沿岸和两淮地区，迫使山东共军回师。同时江苏共军失据，被国军三面包围，只能在补给耗尽时渡过长江南下。如果陈毅仍然必须遵令部署北方军队，则韦国清的山东野战军第二纵队必须留在当地阻止国军南进。否则粟裕和谭震林不能对战局恶化负责。
粟裕和谭震林的请求被陈毅驳回了，陈毅于9日回电报，称局势已改变，国军第七军已南进到包括灵壁、泗阳、宿迁和睢宁的地区，其最初的防区已由其他国军部队填补。共军需要等几天，观察国军是否东进，如东进，则共军将在包括新安县、沭阳和宿迁在内的地区伏击之，否则就向西攻入睢宁和宿迁地区，使得共军在鲁南立足，沭阳、淮阴和淮安仍是良好的选择，粟裕仍应领军直取海安。收到陈毅这份电报后，粟裕和谭震林做出最后一次改变其意图的尝试，当天即回电报，称共军在淮北的局势并不乐观，两淮都受到威胁，夺取海安并不是最优先考虑的事，他们的军队应该放弃这项任务，北向守两淮。但在他们能收到陈毅更多电报以前，急行军的国军已扭转对共作战的战局，正如粟裕和谭震林所害怕的那样。
国军的进攻以闪电战开始，完全出乎共军意料：9月10日，国军整编28师和整编74师并未向沭阳方向运动，而是自宿迁沿运河西岸南下攻打洋河镇和仓集一带地区，会同第七军从10日起进攻泗阳。直接威胁淮阴。山野与对手的运动方向刚好是背道而驰，陈毅被迫再次重新调整军队部署：命苏中的华中野战军第5旅、第13旅去淮阴助华中野战军第九纵队沿大运河南岸建立防线，攻打海安的共军放弃原计划回到淮阴支援这座受到威胁的城市。
9月11日，中共中央军委主席毛泽东接到陈毅的电报后，致电陈毅、粟裕、宋时轮、谭震林：“敌六个师南下，两淮（淮阴、淮安）危急，粟率主力（一、六师）立即开往两淮，准备配合陈宋主力彻底歼灭该敌。但陈宋现应独立作战，务于粟谭到达前，歼灭南下之敌一两个旅，极挫敌之前进，争取时间以待苏中主力到达，协力歼灭全部。”粟裕立即停止围攻海安，率华中野战军主力冒着滂沱大雨火速北上。但海安距两淮250公里，沿途水网密布、河流纵横，加上天降大雨、道路泥泞，华中野战军主力无法及时赶到淮阴参战。粟裕因此建议陈毅，在泗阳翼侧当面作反突击以待华野主力北上，“此间局势很坏”，如山野不来，“则淮阴难保”。陈毅虽表示“山野决心在淮泗间歼敌，以保卫两淮”，但山野部队调头南下途中受阻于第七军之纠缠，无法赶到战场。
9月11日，整编第七十四师、第二十八师和第七军向淮阴城华中野军第九纵队发动了猛烈进攻。
12日，国军第七军渡过大运河，夺泗阳，即按作战预案，原地掩护整七十四师超越己部，向淮阴发起猛烈攻击。
13日，国军整编74师从第七军右翼发起进攻，从华中野战军第9纵队手中攻取袁庄和徐庄。华中野战军第9纵队副司令员饶子健亲自率第七十五团反攻，但没有成果，守军只能退守码头。
15日，国军整编74师攻大运河东岸码头，晚上成功将由华中野战军第9纵队和华中野战军第13旅组成的守军逐出据点，夺取码头和邻近的杨庄。第13旅旅长皮定均和本旅第一团到淮阴时，严重低估国军，命令本旅的三个团各出两个营反攻国军。此想法受到第二团团长钟发生的强烈反对。钟发生较先来到淮阴城，曾与国军交战，更明白于敌军的潜力。钟发生称第一团中午到淮阴城，对战局和地理更明白，而第三团刚到，故最好第一团和第二团战斗，而第三团预备，但被皮定均驳回。结果，第13旅对刚渡过大运河的整编74师共发起9次进攻，都被击退，伤亡600余人，为该旅曾受到的最大损失。整编74师和整编28师共计四个旅在空中炸弹和大炮炮击掩护下分两拨攻城，而共军从山东来的援军则被第七军成功阻止。在南边的河边地区，因大雨和缺乏船只，共军援军彻底受阻。15日晚，守军13旅将扒开运河河堤，在淮阴城郊形成沼泽地带，以阻止整七十四师的攻势。共军反攻失败意味着当守军被压缩到城墙边时，失守已指日可待。淮阴情况极为严重。城东南为敌二十五师；城西南为敌七十四师，该师的2个团已突入城西南门；城西为敌二十八师；城西北为敌广西军第七军、第四十八师。淮阴城除东、北两门外，余处均在敌人包围中。城内只有南门的第二师六旅十八团和西门的第七师十九旅五十六团2个团，城西北有第九纵队（张震部）4个团。后皮定均旅3个团到淮阴城来增援，共有9个团坚守淮阴城，要挡住敌人3个师（军）50多个团的进攻。
16日，谭震林电告陈毅：“13旅昨日攻击未奏效，敌人现攻击很猛。为确保淮阴，决定把城西、城南变为水乡，部队以水设防。”
17日，陈毅致电粟裕等表示：此次出毛病，没有估计到敌迅速南下；当面敌情未能分清楚；总之此次淮北作战，由于主观指导错误，贻误全局，五内俱焚，力图挽救，当尊重兄等建议。
19日黎明前，国军整编74师的两个连匍匐通过守军华中野战军第9纵队和华中野战军第13旅的联合防区，到达城门，生擒一名下级干部后，获取了口令。在交战前，这两个国军连伪装成城外回城重新补给的共军，从南门入城。傍晚开战时，城内国军开门，攻城国军一起涌入，19日黄昏守军无奈弃城。
22日国军攻占淮安。尽管在接管该地区的过程中国军伤亡14000余人，却只是沧海一粟，战果远更丰硕。山东共军援军听闻两淮失守，退到涟水地区，战斗结束。

## 结果
当苏中解放区的治所淮阴城被前进的国军所夺，国军的这场胜利对共军士气是一个很大的打击。一些共产党员将共军此败归于共军领导毛泽东犯了和内战后期蒋介石一样的以不现实的战略目标干涉当地指挥的错误，但这是一场延续至今的辩论点：很多参与此战的共军指挥官基于以下原因坚持毛泽东是正确的：作为工商业集中的华中经济中心的两淮的失去，意味着共军再不能得到补给。作为此战的结果，当共军失去两淮地区后，因可以作为助守屏障的洪泽湖、高邮湖、大运河都落入国军之手，所有苏中和苏北的解放区都失去了，这意味着这一多产谷物能补给士兵的乡村地区再不在共产党掌控内。
攻下两淮使国方军心颇受鼓舞，认为是以优势火力加空军配合所得之战果，而共军对海安久围不攻，致“战略上对苏北之攻守模棱两可，兵力过于分散”“无炮兵、空军协助，白昼不能行军，只能利用夜间逐次增援有限兵力。徐州绥靖公署副主任李延年电呈蒋介石，称赞整七十四师师长张灵甫“深体委座宏旨，指挥有方”“粟裕主力死伤殆尽，争相逃之夭夭”。蒋介石复电鼓励部下说：“两淮既克，平定苏皖不远，希再接再厉，迅速扩大战果”。
中共方面“由于事先缺乏思想准备，撤退非常混乱，损失不小，惊恐、埋怨情绪，一时相当严重。”两淮是中共苏北根据地的政治经济中心，苏北经济来源基本上依靠运河税务，失去两淮后，经济来源被切断，难于支持战争，苏北根据地已被压迫至自南向北沿串场河以东的狭长地带，失去了军事回旋的余地和主动性，与山东根据地的联系亦受到重大威胁，使中共有在苏北无法立足之势，不得不考虑放弃苏北向山东转移的计划。另一方面，很多共产党员也支持粟裕避免与国軍交战而撤退的决定，因尽管放弃两淮地区的后果严重，农民阶级的共军在当时是不能和攻打他们的精装国军匹敌的，当然没有能力歼灭对手。如果不惜代价守住该地区，可能共军自己反被全歼。事实上，战后，国军自信到了在电台通信中不加密的地步，以致每一步调动都被共军所知，尽管共军有此便利，因觉察到当时自己还不够强大，仍选择避免直接和国军对抗。仅因这一地区是解放区的心脏和治所就誓死守卫对共产党来说将是灾难性的。这场意外的政治余波也成为几十年后文化大革命期间，粟裕因在此战中的作为遭到批评的理由。
山东野战军在连续未胜之时又遇此挫，参谋长宋时轮被免职，由陈士榘接任。陈毅主动承担了责任，表示山野“在淮北未获连续胜利，既未完成截断津浦的任务，内线亦未歼敌，而且丧失五个城；部队撤退多，前进没有转移多，疲困病苦；与各兄弟兵团如刘（伯承）邓（小平）、粟（裕）、陈赓等比较相形见绌”，原因“主要是我这个统帅犯两个错误：一个是先打强，即不应打泗县；一个是不坚决守淮阴”，坦承“我应以统帅身份担负一切，向指战员承认这个错误。”10月1日陈毅致电毛泽东，表示粟裕等“战争方针很正确。但我至淮北战局顾虑太多，决心不够，未能发挥山野力量，有负党与人民的付托”；提出今后“军事上由粟多下决心，定可改变局面。”“华中分局的几位负责同志就把责任推到陈毅身上。他们召开了‘七人批陈会议’，批评陈毅‘不执行毛主席集中兵力打歼灭战的指示’。”中央对陈毅表示信任，以“陈粟不可分，陈粟合则胜，陈粟分则败”示以华东各领导人。为理顺指挥关系，9月22日中共中央指示，山野和华野集中作战，统一指挥，由陈毅任司令员，粟裕任副司令员。9月底，陈毅和粟裕等共同决定，集中两军首先在苏北作战，然后西渡运河、恢复淮北。粟裕认为“淮北战斗之胜败，不但关系华中及山东之安稳，而且对全局都有重要之作用。”
9月底第一绥靖区所部奉令继续北进。由于华中野战军主力已经北调，第一绥区作战行动进展顺利，西线整25师于10月8日攻占高邮，与10月6日攻占宝应的友邻部队会合，打通了运河线；东线整83师自海安攻击东台，26日占领东台，30日又占兴化。至此，新四军在苏中的据点尽失，被挤压至以盐城为中心的狭窄地域。
10月19日起整七十四师全力攻击涟水。以切断自盐城北撤山东的后路。粟裕认为“必须彻底歼灭该敌，才能巩固涟水，保障苏中坚持之后路有所依托”，遂部署华野几乎全部主力进行涟水守备及外围运动作战。23日整七十四师一部突入城内，以白刃战惨烈。24日华野十纵司令员谢祥军阵亡，华野不惜重大伤亡6000余人，全力阻击，终迫使整七十四师于27日暂停进攻。蒋介石26日致电参谋总长陈诚：“苏北军事滞钝如此，殊所不料。应督促急进，务望于本月底能收复沭阳与新安镇也。” 

## 总结
中共方面总结两淮战役失败教训指：一、未能适时地集中主力于一个方向上寻机歼灭国军，使主要方向兵力单薄，给国军以可乘之机。二、对敌情判断不准确。粟裕后来总结“两淮不应该也不可能长期坚守，当时我军还不具备歼灭整编第七十四师的条件。为了保存有生力量，主动撤出两淮，是符合我军战略方针的。若因两淮是华中首府，便以保卫这个城市为目标，同敌人进行战役决战，则是错误的，那就会吃大亏。但是，我们没有想到丢得那么快，我们的工作又没有放在两淮较快失守的可能性上，以致造成工作上的被动，部队、地方一度产生思想混乱，甚至埋怨情绪。这是一个值得十分重视的教训。”即两淮放弃是意料之中的事，只是较快丢失，才造成比较大的被动。